# Bistum Purnea
Das Bistum Purnea (lat.: Dioecesis Purneaensis) ist eine römisch-katholische Diözese in Indien. Es ist eine Suffragandiözese des Erzbistums Patna.

## Geschichte
Das Bistum wurde am 27. Juni 1998 aus Gebietsanteilen des Bistums Dumka errichtet. Erster Bischof wurde Vincent Barwa.

## Bischöfe von Purnea
- Vincent Barwa (1998–2004)
- Angelus Kujur SJ (2007–2021)
- Francis Tirkey (seit 2024)